# Municipio 1 Greenwood
El municipio 1 Greenwood (en inglés: Township 1, Greenwood) es un municipio ubicado en el  condado de Lee en el estado estadounidense de Carolina del Norte. En el año 2010 tenía una población de 8.885 habitantes.

## Geografía
El municipio 1 Greenwood se encuentra ubicado en las coordenadas 35°22′13.3″N 79°11′43.84″O / 35.370361, -79.1955111.